# Essigfabrik

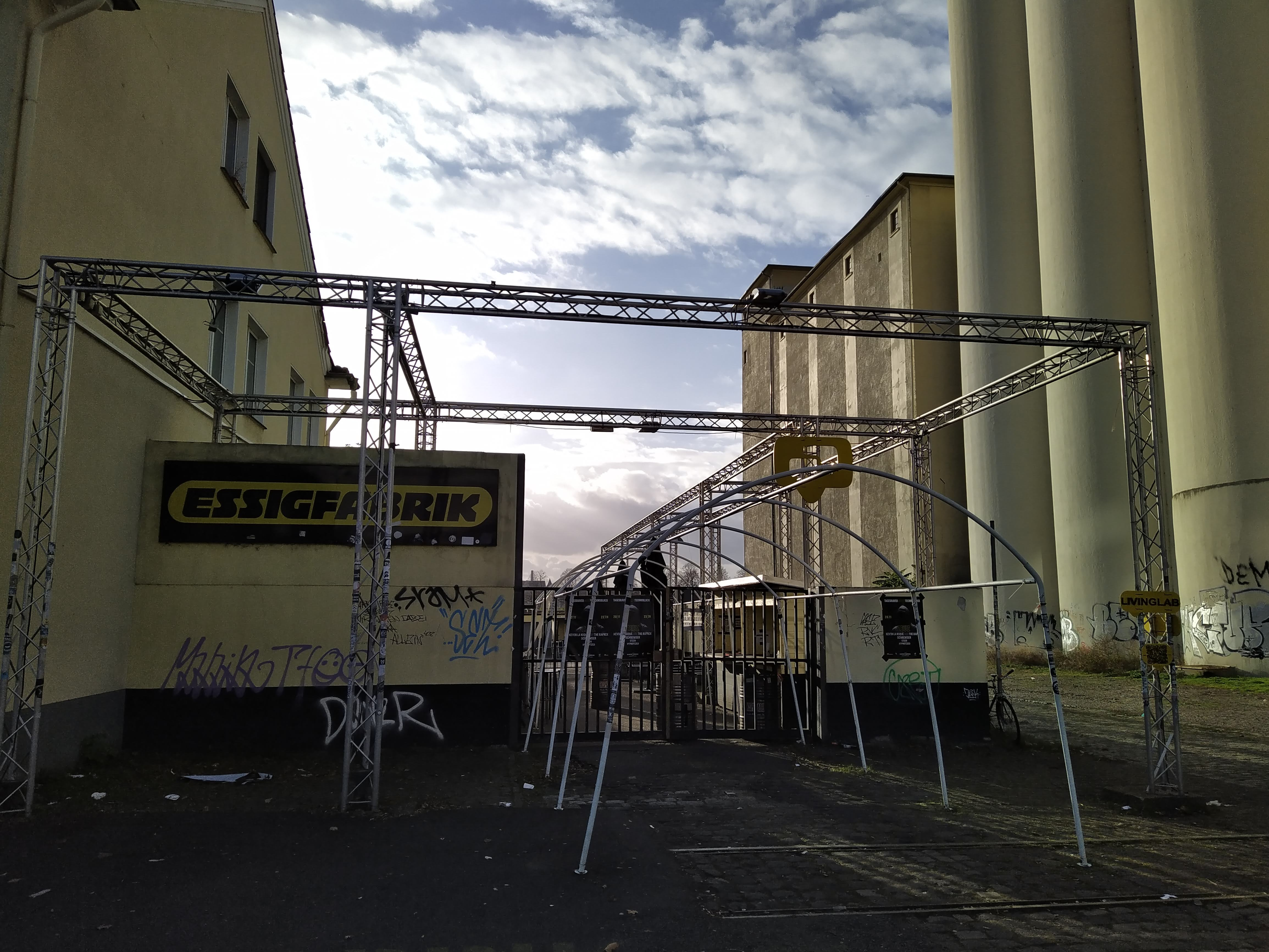
Eingangsbereich

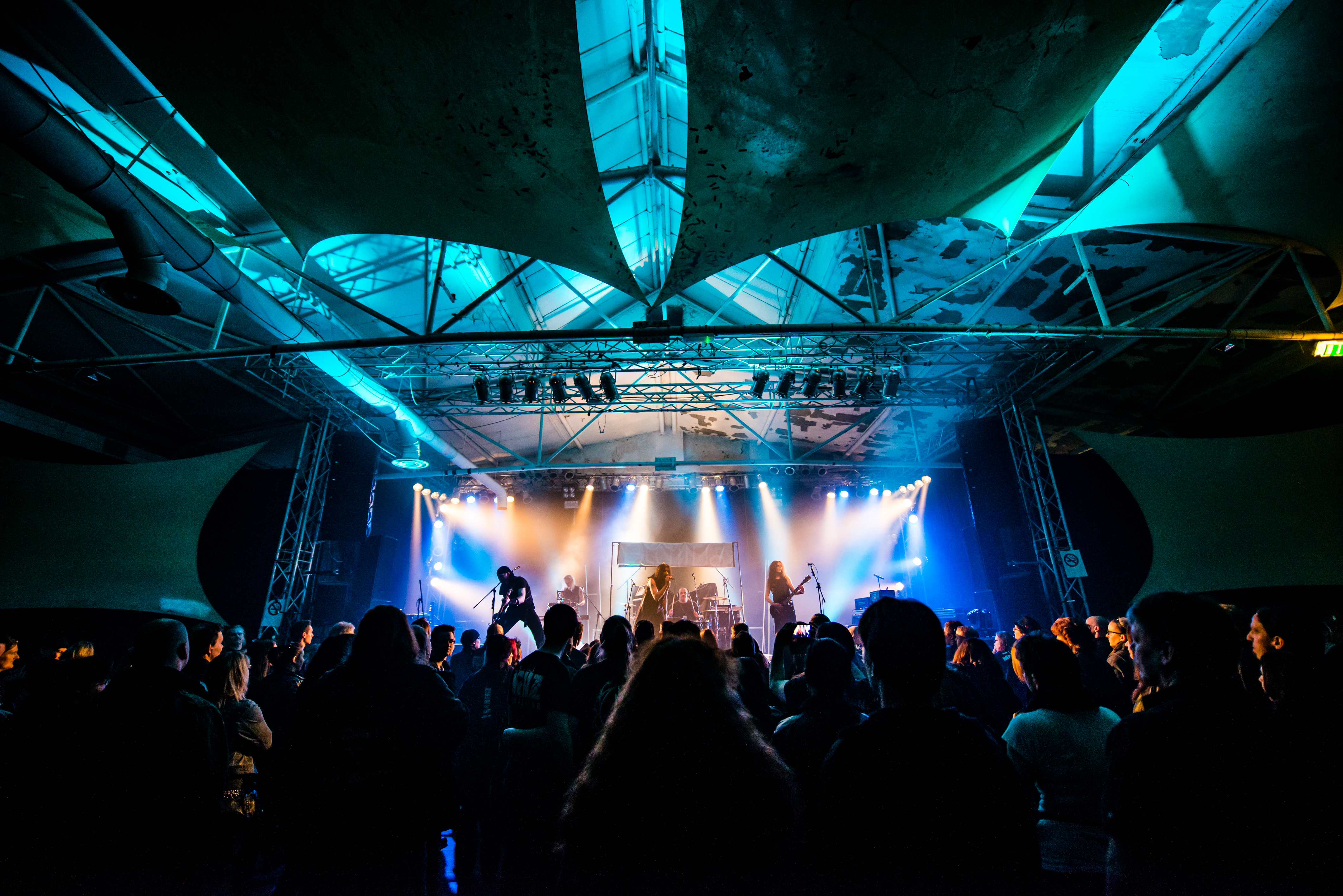
Konzert in der Essigfabrik, 2016

Die Essigfabrik sind Veranstaltungshallen im Kölner Stadtteil Deutz.

## Geschichte

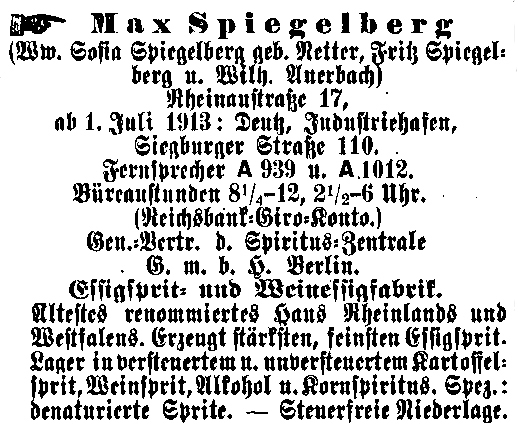
Geschäftsanzeige der Firma Max Spiegelberg, Köln 1912/13

Ihr Name rührt von der früheren Nutzung als Produktionsstandort für Sprit- und Weinessig her, die hier seit dem 1. Juli 1913 unter der Firma „Max Spiegelberg“ betrieben wurde. Die Gebäude liegen direkt am Deutzer Hafen (Siegburger Straße 110). Seit 1997 ist die Betreiberin der Essigfabrik, die moStar Promotion GmbH, auch als Unternehmer in der Eventbranche tätig. Das Gelände mit zwei Hallen mit zusammen 850 m² Veranstaltungsfläche fasst maximal 1200 Besucher. Die größere Halle („1“) hat alleine 635 Quadratmeter und bietet Platz für gut 800 Zuschauer. Im Rahmen des geplanten Umbaus des Deutzer Hafens in ein neues Wohnquartier ist es geplant, die Konzerthalle der alten Essigfabrik in dieses zu integrieren.

## Veranstaltungen
Neben Konzerten finden unter anderem auch Familienfeiern, Produktpräsentationen, Firmentagungen, Kongresse und Karnevalsveranstaltungen statt. In der Essigfabrik fand bereits mehrfach die jährlich stattfindende Europa-Tour für Bands aus den Bereichen Metalcore, Deathcore, Post-Hardcore, Emocore und dem Hardcore-Punk namens Never Say Die! Tour statt und auch die ähnliche aufgestellte Hell on Earth Tour gastiert hier. Weitere Künstler, die hier auftraten, sind die Kassierer, Eluveitie, 5BUGS, Fear Factory, Fler, August Burns Red, Kate Nash, Nas, Oomph!, Röyksopp und Lacrimosa. In der Essigfabrik wird auch das Euroblast Festival veranstaltet.